# Emissario del lago di Nemi
L'emissario del Lago di Nemi è un condotto artificiale realizzato nel IV secolo a.C. ad opera degli Aricini (abitanti della città di Ariccia) per regolamentare le acque del lago, per evitare straripamenti sui terreni prospicienti pianeggianti e per approvvigionare a fini irrigui la piana di Ariccia, che si sviluppa al di là del versante del vulcano.

## Storia e costruzione

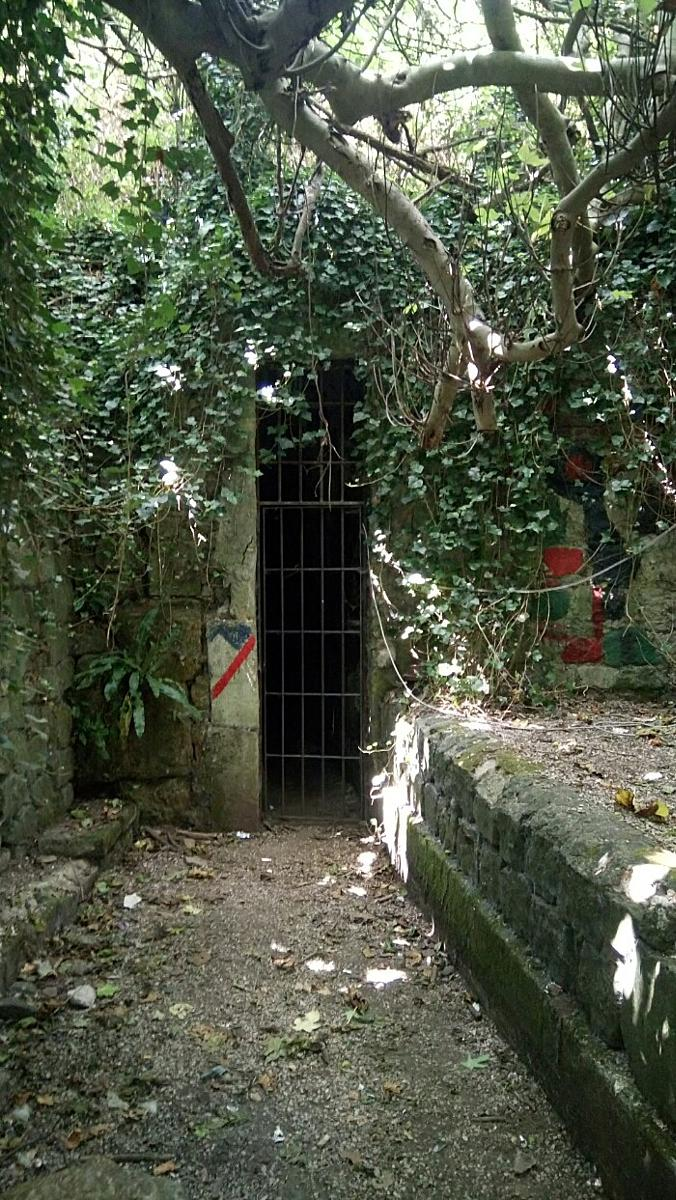
Ingresso attuale emissario

Il complesso vulcanico dei Colli Albani ospita, all’interno di due caldere ormai non più attive, il Lago Albano e il Lago di Nemi. Questi due laghi ospitano due delle opere idrauliche più importanti di tutta la regione, se si escludono gli acquedotti imperiali che rifornivano l'antica città Roma. Si tratta di due condotti artificiali realizzati in epoca arcaica che servivano a regolamentare il livello delle acque dei laghi.
Sulla riva del lago di Nemi, ai tempi della lega latina, vi era uno dei centri religiosi più importanti di tutto il Lazio il cui culto era incentrato sulla dea Diana Aricina, dea dei Boschi (Nemorensis), in onore della quale, alla fine del VI, inizio del V secolo a.C., si edificò un tempio i cui resti sono ancora visibili oggi.
La presenza di quest'ultimo permette di individuare un collegamento fra il tempio e l’emissario, dato che il primo è posto in un’area che sarebbe risultata allagata dal lago se non fosse stato per l’esistenza dell’emissario. Questo permetterebbe di fissare una data prima della quale l’emissario è stato probabilmente realizzato. Si tratterebbe quindi di opera latina e non romana; un’opera di alta ingegneria idraulica, che fa pensare a un coinvolgimento di maestranze etrusche.
Il lago di Nemi, come quello di Albano, non ha immissari o emissari naturali. La quota delle acque è quindi influenzata dalle precipitazioni dirette sulla superficie sui fianchi del cono vulcanico, e dalle acque di falda. È plausibile che l’emissario avesse un duplice ruolo: quello di “troppo pieno” - nel caso di abbondanti precipitazioni – che permetteva di preservare così ampi tratti di terreno fertile adiacenti al lago, ma soprattutto di vero e proprio punto di presa per l’irrigazione dei terreni posti a sud ovest del lago stesso. Quest’ultima spiegazione è avvalorata dal fatto che il punto di presa dell’emissario fu posto alcuni metri al di sotto del naturale livello del lago, artificio che permetteva di poter contare su un flusso costante di acqua. Negli anni 1960-1980, quando era ancora attivo, nell’emissario si riversavano circa 150 litri al secondo.
Il condotto, attraversando la cinta craterica per ben 1653 metri e passando sotto la cittadina di Genzano di Roma a una profondità di più di 100 metri, mette in comunicazione il lago con il cratere vulcanico di Ariccia, anch’esso in precedenza occupato da un lago poi bonificato. Siamo di fronte ad un’opera che comportò notevoli e approfonditi studi e rilievi: così come fu realizzata, infatti, rappresenta il tragitto più breve dal lago all’esterno della caldera vulcanica. È più che lecito immaginare che tale risultato fu raggiunto a seguito di un approfondito studio del territorio che comportò il calcolo delle distanze e delle differenze di quota, le quali permisero di realizzare una mappatura completa e dettagliata dell’area.
Furono così individuati i due punti dai quali iniziare lo scavo, con quello a valle ovviamente a una quota inferiore rispetto all’altro, a seguito del calcolo della pendenza che il condotto avrebbe dovuto avere. Si iniziò così a realizzate due gallerie a foro cieco, vale a dire senza l’ausilio di pozzi intermedi che permettessero di velocizzare il lavoro e di abbassare le possibilità di errore. Per riportare all’interno i punti acquisiti all’esterno, anzitutto si realizzarono alle due estremità altrettanti pozzi, attraverso i quali fu possibile anche impostare la corretta direzione di scavo.
Ad opera conclusa Il dislivello fra l’entrata e l’uscita risultò essere di 12,5 metri, vale a dire una pendenza media dello 0,75%, un valore alto se confrontato con quello degli acquedotti imperiali, che oscilla fra lo 0,2% e lo 0,5%.
La squadra che scavò partendo dal versante del lago si trovò di fronte a materiale facile da estrarre: tufi e pozzolane, ambedue prodotti di eruzioni vulcaniche di tipo piroclastico. L’altra squadra, invece, incontrò dopo poche centinaia di metri, uno spesso banco di roccia molto dura di origine basaltica, dovuto a eruzioni effusive, che rallentò le operazioni di scavo così tanto che l’incontro fra le due squadre di scavo avvenne a ben 1300 metri dal lago. Lo scarto fu minimo: lo scavo effettuato partendo dal lago è incredibilmente rettilineo, mentre i tentativi da parte della squadra che operò da valle per evitare la dura roccia basaltica, portarono probabilmente all’errore calcolabile sul piano orizzontale in circa 2 metri. L’errore sul piano verticale è invece di 3 metri.

## Descrizione percorso[2]
L’odierno ingresso all’emissario si trova pochi metri sopra la quota attuale del lago, sulla riva sud-occidentale, seminascosto all’ombra di una grande pianta di fico. Qui un portale di epoca settecentesca dà accesso a un primo tratto di condotto caratterizzato da un rivestimento con grandi blocchi in opera quadrata che si sviluppa per circa 25 metri.  Una lastra con fori circolari – una parte della quale è ancora in situ – aveva la funzione di filtro impedendo così l’ingresso nel condotto di tronchi e altri materiali che avrebbero potuto bloccarsi all’interno dell’emissario. Inoltre sono ben visibili delle scanalature sulla pietra, nelle quali era possibile inserire delle paratie che - oltre a permettere la pulizia dei filtri una volta chiuse – davano la possibilità di controllare la portata delle acque. Inizialmente però fu realizzato uno scavo partendo da una quota notevolmente superiore rispetto a quella del lago, con la creazione di una galleria che, con una forte inclinazione, raggiunse la quota calcolata. Il progetto originario prevedeva infatti che l’ingresso dell’acqua avvenisse sulla direttrice della galleria principale. Il progetto fu poi abbandonato, e oggi ci ritroviamo di fronte ad una galleria erroneamente indicata come “discenderia”, in quanto, non essendo mai stata scavata fino al livello previsto, è caratterizzata da una forte pendenza dall’esterno verso l’interno. L’espediente fu adottato per eseguire lo scavo in sicurezza, senza temere l’ingresso dell’acqua all’interno della galleria in costruzione e mantenendosi al di sopra del livello di falda. Solo ad opera completata si sarebbe provveduto ad abbassare la quota. Ma questa operazione, come detto,  non fu mai eseguita.
Da qui un angusto cunicolo scavato nella roccia in modo molto approssimativo e con andamento irregolare, si immette, dopo circa 150 metri, nella galleria rettilinea. Non è dato sapere cosa portò all’abbandono del progetto originario e alla realizzazione dell’incile – con tale termine si definisce il punto dal quale ha inizio un canale di irrigazione o bonifica - così come oggi è possibile osservarlo. Sicuramente esso fu realizzato in un momento successivo: lo scavo della piccola e irregolare galleria di collegamento fu infatti eseguito da due squadre, di cui una partì dall’interno della galleria dell’emissario. Difficile anche immaginare quando fu realizzato.
Per i successivi 1300 metri il condotto prosegue dritto, inizialmente con la volta posta a una quota molto alta, in quanto segue l’andamento della discenderia. Essa va poi lentamente ad abbassarsi fino a raggiungere un’altezza di circa 1,90 metri.
Lungo il tracciato si incontrano però delle anomalie; in particolare due bypass la cui realizzazione non è databile e che hanno sollevato molti dubbi e interpretazioni che non è necessario approfondire in questa sede.
Dopo poco più di 1600 metri la galleria termina in Vallericcia; qui l’acqua proseguiva il suo tragitto all’interno di canalizzazioni a cielo aperto per circa 2 chilometri, prima di percorrere un altro tratto in sotterranea per 600 metri – il cosiddetto cunicolo aricino, oggi purtroppo ridotto a fogna - giungendo al mare grazie ad altri 15 chilometri di canalizzazioni.

## Considerazioni
Resta la grandiosità del manufatto, soprattutto se si pensa alle tecniche a disposizione nell’epoca in cui fu scavato. Un’opera ciclopica, progettata a tavolino ma ovviamente sottoposta a notevoli modifiche in corso d’opera o in momenti successivi, probabilmente a seguito di eventi che complicarono l’esecuzione e il compimento dei lavori. Impossibile conoscere i tempi di realizzazione e il numero di persone impiegate contemporaneamente. La dimensione del condotto originale – variabile tra 70 centimetri e 1 metro di larghezza - era tale che solamente una persona alla volta poteva trovarsi sul fronte di scavo. È certo però che moltissimi lavoranti furono necessari per smaltire il materiale scavato e per trasportarlo all’esterno.
In conclusione va ricordato che l’emissario fu utilizzato negli anni ’30 del ‘900 per smaltire l’acqua del lago durante le operazioni di recupero delle cosiddette navi di Caligola, delle enormi imbarcazioni che funzionarono come opulenti palazzi galleggianti imperiali. Esse si trovavano adagiate a poca distanza dalla riva: il livello del lago fu abbassato di più di dieci metri e l’acqua, aspirata da potenti idrovore, transitò all’interno dell’emissario che per l’occasione fu oggetto di numerosi interventi di recupero. Il livello delle acque del lago fu tale da permettere all’emissario di compiere la sua funzione fino alla metà degli anni ’80 del ‘900. Successivamente, a causa sia dell’eccessivo emungimento della falda idrica che dei numerosissimi, e spesso abusivi, punti di presa per fini agricoli, il livello del lago iniziò lentamente ma inesorabilmente a calare.  
Oggi l’emissario è percorribile nella sua interezza, anche se si consiglia l’esplorazione solo nell’ambito di visite guidate organizzate dal Parco dei Castelli Romani o da Associazioni specializzate.